# Африканская чума свиней

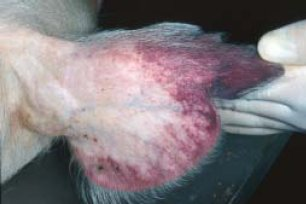
Цианоз кожи уха у свиньи, больной африканской чумой свиней

Африка́нская чума́ свине́й- (лат. pestis africana suum; сокр. АЧС), африканская лихорадка, восточноафриканская чума, болезнь Монтгомери — высококонтагиозная вирусная болезнь свиней, характеризующаяся лихорадкой, цианозом кожи и обширными геморрагиями во внутренних органах. Относится к списку A согласно Международной классификации заразных болезней животных. Для человека африканская чума свиней опасности не представляет.
В 2007 году многочисленные вспышки заболеваемости АЧС регистрировались в Грузии. С 2007 года АЧС продолжает распространяться среди диких кабанов и домашних свиней на территории европейской части России. До 2011 года чума обнаруживалась в СКФО и ЮФО, в 2012—2013 годах распространилась и на территориях ЦФО и СЗФО. Под угрозой развития эпизоотии находятся Беларусь и Украина. Суммарно в России было зафиксировано более 500 вспышек заболевания, экономические потери превысили 30 млрд рублей, уничтожено порядка миллиона животных.
В 2017 году вспышка АЧС в Белогорском районе Республики Крым. Также в июле 2017 года произошла вспышка АЧС в Омской области. В ноябре 2017 года зарегистрирована вспышка АЧС в Калининградской и Тюменской областях.
В начале августа 2019 года данная болезнь была зафиксирована в селе Усть-Ивановка, Амурской области. В августе 2021 года Африканская чума охватила село Оленье в Приморском крае. В августе 2022 года вспышка АЧС была зарегистрирована в селе Шмелевка, Старомайнского района, Ульяновской области. В июле 2024 года была зарегистрирована на крупном свинокомплексе в Большемурашкинском районе Нижегородской области.

## История
Болезнь известна с начала XX века, с первых попыток интродукции свиней культурных пород в колониальные страны субэкваториальной и южной Африки. Впервые зарегистрирована в 1903 году в Южной Африке. На первом этапе естественной истории, до выноса в Португалию (1957) и Испанию (1960), африканская чума свиней имела стереотип типичной природно-очаговой экзотической болезни с естественной циркуляцией вируса в популяциях диких африканских свиней, внутрисемейной передачей и течением в виде персистентной толерантной инфекции; при возникновении первых случаев антропургического цикла на домашних (неаборигенных) свиньях инфекция приобретала острое течение с летальностью до 100 %. На последующих этапах естественной истории африканская чума свиней эволюционировала в сторону самостоятельного антропургического цикла с укоренением в южно-европейских странах, двукратным эмерджентным заносом и распространением в странах Центральной и Южной Америки (1971 и 1978—1980 гг.).
Экономический ущерб, наносимый африканской чумой свиней, складывается из прямых потерь по радикальной ликвидации болезни, ограничений в международной торговле и измеряется десятками миллионов долларов. В частности, при ликвидации инфекции путём тотальной депопуляции свиней потери составили на острове Мальта $29,5 млн (1978), в Доминиканской Республике — около $60 млн (1978—1979). Вследствие первичной вспышки инфекции в Кот-д’Ивуар (1996) убито 25 % популяции свиней с прямым и косвенным ущербом в ходе эрадикации в сумме от $13 до $32 млн.

## Этиология
Возбудитель африканской чумы свиней — ДНК-содержащий вирус африканской чумы свиней.

## Эпизоотология
В естественных условиях к африканской чуме свиней восприимчивы домашние и дикие свиньи всех возрастов. Все дикие африканские свиньи восприимчивы к вирусу, но клинических признаков болезни не проявляют. Речные свиньи и гигантские лесные свиньи заражены вирусом АЧС, но степень инфекции и их роль в эпизоотологии болезни неизвестны. Европейский дикий кабан восприимчив к АЧС со степенью смертности как и у домашних свиней. Определенные популяции свиней местных пород в центральной Африке имеют более высокую способность к выживанию во время вспышек АЧС. Источник возбудителя инфекции — больные животные и вирусоносители. Заражение здоровых свиней происходит при совместном содержании с инфицированными вирусоносителями. Свиньи остаются заражёнными в течение нескольких месяцев, но выделяют вирус только в течение 30 дней. Вирулентный вирус долго находится только в лимфатических узлах, в других тканях он содержится в течение 2-х месяцев после заражения. Факторы передачи возбудителя — корм, пастбища, транспортные средства, загрязнённые выделениями больных животных. Использование в корм необезвреженных столовых отходов способствует распространению возбудителя. Механическими переносчиками вируса могут быть птицы, люди, домашние и дикие животные, грызуны, накожные паразиты (некоторые виды клещей, зоофильные мухи, вши), бывшие в контакте с больными и павшими свиньями. Резервуарами вируса в природе являются африканские дикие свиньи и клещи рода орнитодорос. В лесном цикле между бородавочниками и аргасовыми клещами Ornithodoros moubata передача происходит от аргасовых клещей к новорождённым бородавочникам, среди самих клещей и от клещей к домашним свиньям.

## Патогенез
Свиньи заражаются алиментарным и аэрогенным путями, через повреждённую кожу и конъюнктиву. Вирус поражает макрофаги и таким образом модулирует активацию транскрипции свободных генов для ответной реакции организма. Репродукция вируса происходит в лимфоидных и миелоидных тканях органов иммунной системы, эндотелиальных клетках кровеносных и лимфатических сосудов, макрофагах системы мононуклеарных фагоцитов. Репродукция вируса сопровождается цитопатическим действием на лимфоциты, макрофаги и эндотелиальные клетки. Вследствие некроза эндотелия кровеносных сосудов в их стенках развиваются мукоидное и фибриноидное набухание и фибриноидный некроз, в результате — резко повышается проницаемость стенок сосудов, появляются венозная и воспалительная гиперемия, тромбозы, массовые кровоизлияния в слизистых и серозных оболочках, коже и паренхиматозных органах. В органах иммунной системы — лимфоузлах, селезёнке, костном мозге в результате цитопатического действия вируса отмечаются обширные некрозы лимфоидной и миелоидной тканей, макрофагов, что приводит к лейкопении и резкому ослаблению противовирусных иммунных механизмов (иммунодефицит) и смертельному исходу.

## Течение и симптомы
Инкубационный период заболевания зависит от количества поступивших в организм вирионов, состояния животного, тяжести течения и может продолжаться от 2 до 6 суток. Течение подразделяют на молниеносное, острое, и реже хроническое. Болезнь протекает: сверхостро (2-3 суток), остро (7-10 суток) и реже хронически (2-10 месяцев). При молниеносном течении животные гибнут без каких-либо признаков; при остром — у животных повышается температура тела до 40,5—42,0 °C, отмечаются одышка, кашель, появляются приступы рвоты, парезы и параличи задних конечностей. Наблюдаются серозные или слизисто-гнойные выделения из носа и глаз, иногда понос с кровью, чаще запор. В крови отмечается лейкопения (количество лейкоцитов снижается до 50—60 %). Больные животные больше лежат, зарывшись в подстилку, вяло поднимаются, передвигаются и быстро устают. Отмечают слабость задних конечностей, шаткость походки, голова опущена, хвост раскручен, жажда. На коже в области внутренней поверхности бёдер, на животе, шее, у основания ушей заметны красно-фиолетовые пятна, при надавливании они не бледнеют (резко выраженный цианоз кожи). На нежных участках кожи могут появиться пустулы, на месте которых образуются струпья и язвы. Супоросные больные матки абортируют. Смертность, в зависимости от течения, может достигать от 50 до 100 %.

## Патологоанатомические изменения

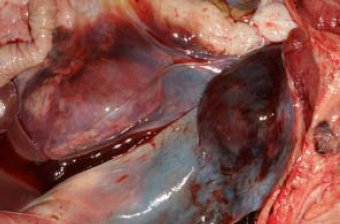
Увеличенные почки и мышечные геморрагии при африканской чуме свиней

Обнаруживают многочисленные кровоизлияния в кожу, слизистые и серозные оболочки. Лимфатические узлы (особенно желудочные, печеночные, брыжеечные, почечные) увеличены в 2-4 раза, мягкие, снаружи и на разрезе темно красного цвета, иногда поверхность разреза имеет мраморный рисунок. В грудной и брюшной полостях — желтоватый серозно-геморрагический экссудат с примесью фибрина, иногда крови. Внутренние органы, особенно селезёнка, увеличены, с множественными кровоизлияниями. В лёгких — междольковый отёк. Для гистологической картины характерны сильный распад хроматина ядер лимфоцитов в тканях РЭС, кариорексис в печени.

## Диагностика
Диагноз ставят на основании эпизоотологических, клинических, патологоанатомических данных, лабораторных исследований и биопробы. Африканскую чуму свиней необходимо дифференцировать от классической чумы свиней. Наиболее надёжный метод диагностики — ПЦР-диагностика, реакция гемадсорбции, метод флуоресцирующих антител и биопроба на свиньях, иммунных к классической чуме. Высоковирулентную форму АЧС можно легко диагностировать, так как смерть среди свиней может достигать 100 %. АЧС, вызванную менее вирулентными штаммами, диагностировать будет сложнее, но она должна быть заподозрена, когда у свиньи отмечается лихорадка, и на вскрытии находят: сильно увеличенную селезёнку тёмно-красного вплоть до чёрного цвета; сильно увеличенные геморрагические желудочно-печеночные лимфатические узлы; сильно увеличенные геморрагические почечные лимфатические узлы.

## Иммунитет
При африканской чуме свиней выживают лишь отдельные животные, причём они остаются, как правило, чувствительными к заражению не только гетерологичными, но иногда и гомологичными штаммами вируса. Установлено, что такие животные более года являются вирусоносителями.

## Профилактика и меры борьбы

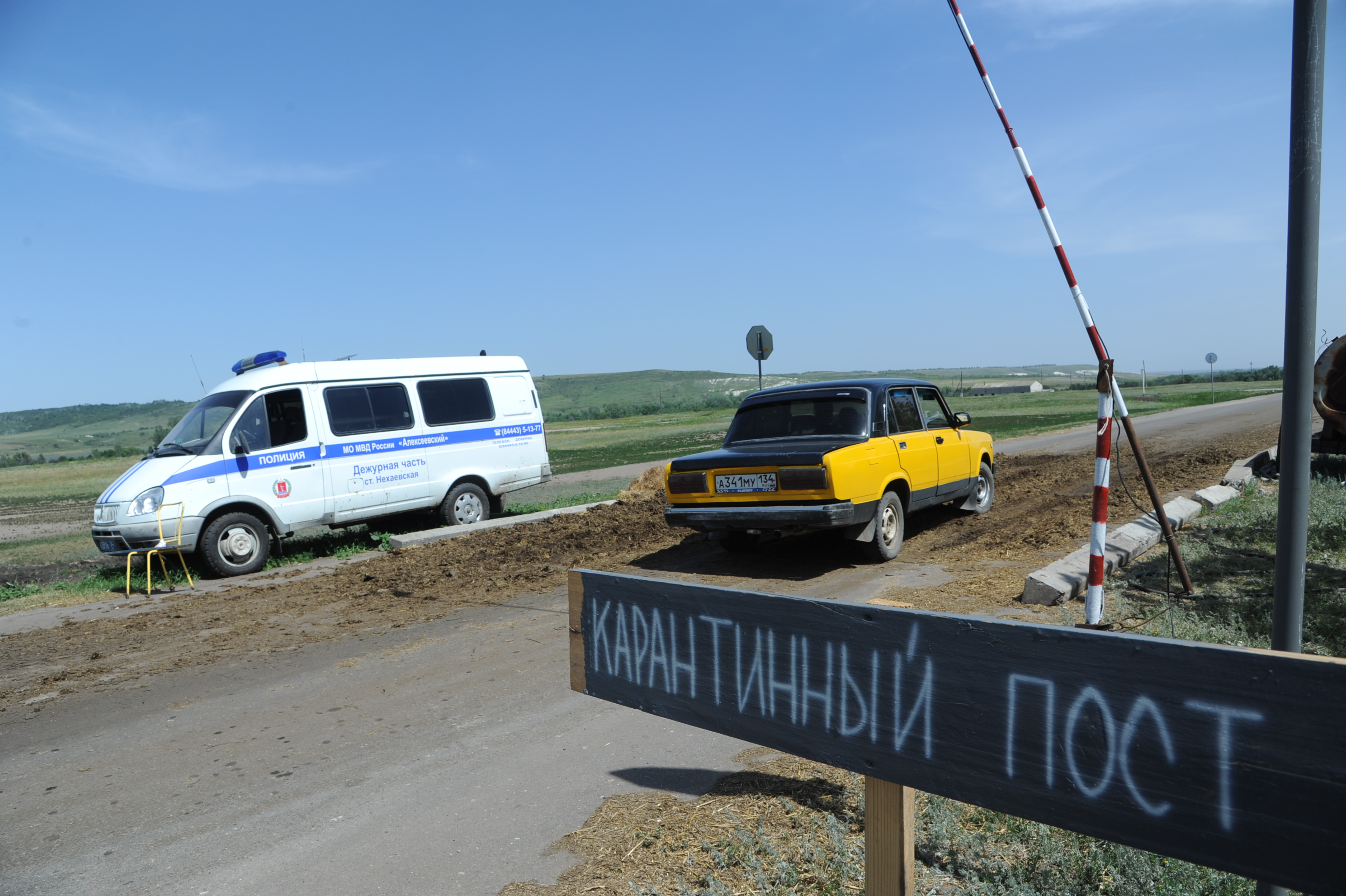
Карантинный пост

Эффективных средств профилактики африканской чумы свиней до настоящего времени не разработано, лечение запрещено. Вакцины против АЧС проходят испытания в России и Испании.  В 2020 году было объявлено об успешном создании коммерческой вакцины в США. В случае появления очага инфекции практикуется тотальное уничтожение больного свинопоголовья бескровным методом, а также ликвидация всех свиней в очаге и радиусе 20 км от него. Больные и контактировавшие с больными животные подлежат убою с последующим сжиганием трупов.
В 2022 году Вьетнам объявил об успехе в создании вакцины против свиного вируса, летом 2023 году вакцина поступила в коммерческий оборот.
В случае возникновения африканской чумы на неблагополучное хозяйство накладывается карантин. Всех свиней в данном очаге инфекции уничтожают бескровным способом. Трупы свиней, навоз, остатки корма, малоценные предметы ухода сжигают. Золу закапывают в ямы, смешивая её с известью. Помещения и территории ферм дезинфицируют горячим 3 % раствором едкого натра, 2 % раствором формальдегида.
На расстоянии 15 км вокруг неблагополучного пункта все свинопоголовье убивают, а мясо перерабатывают на консервы.
Карантин снимают через 40 дней с момента последнего случая падежа, а разведение свиней в неблагополучном пункте разрешается не ранее, чем через 40 дней после снятия карантина.
Профилактика данной болезни заключается в следующем: покупать свиней только в специализированных свиноводческих хозяйствах при наличии ветеринарных документов. Не скармливать свиньям непроваренные пищевые отходы и продукты убоя животных. Не вывозить животных за пределы региона без документов госветслужбы. Исключить выгульное содержание свиней. Обрабатывать домашних животных против клещей, блох, а помещения регулярно дезинфицировать. Убой свиней проводить на аттестованных убойных пунктах.

## Эпизоотологическая обстановка в странах бывшего СССР
В России и бывшем СССР африканская чума свиней регистрировалась ранее в 1977 году. В результате заноса инфекции через одесские порты имели место три крупных эпизоотических вспышки заболевания — в Одесской области, затем в Киевской области и городе Тавде Свердловской области. (по данным СО РАСХН ГНУ ИЭВСиДВ: АЧС регистрировалась в 1977 году и на территории бывшего СССР в Одесской области и Молдавии, где было уничтожено все поголовье свиней не только в очагах заболевания, но и в тридцатикилометровой зоне).
По сообщению Россельхознадзора, в марте 2007 в Грузии было зарегистрировано заболевание африканской чумой свиней. Также в 2007 году вирус был зарегистрирован в Армении, Южной и Северной Осетии, Абхазии, в конце 2007 в Чечне, а в июле 2008 года — в Оренбургской области.

### Россия
Начиная с 2007 года АЧС распространяется по территории европейской части России. Первые вспышки регистрировались вблизи с грузинской границей, затем эпизоотия стала распространяться в Чеченской республике, Ингушетии и Северной Осетии. К концу 2008 года было зафиксировано более 60 случаев заболевания в СКФО, в 2009—2010 болезнь распространялась в ЮФО, отдельные случаи также были обнаружены в Оренбургской и Ленинградской областях. С 2011 года эпизоотия развивается на территории ЮФО, ЦФО, СЗФО. Под угрозой распространения болезни находятся Беларусь и Украина.
До 90 % случаев чумы среди домашних свиней приходятся на личные хозяйства.
Экономические потери от эпизоотии в 2007—2012 годах превысили 30 миллиардов рублей, было уничтожено более 600 тыс. животных.
Информация по эпизоотической ситуации в стране публикуется Россельхознадзором.
Некоторые СМИ связывают распространение инфекции с биологической лабораторией США в Грузии.

#### 2008 год
В конце октября 2008 года африканская чума свиней была зарегистрирована в Ставропольском крае. Очагом заболевания стал производственный кооператив «Колхоз имени Ленина» в селе Горькая Балка Советского района. Вирус поразил и свиней на частных подворьях. Первые свиньи на Ставрополье умерли от африканской чумы ещё в середине октября, однако фермеры этот факт попытались скрыть, допустив распространение заболевания на целый район. На совещании в правительстве края решили ликвидировать все поголовье свиней на пораженной чумой территории. Впоследствии вирус был обнаружен в станице Старопавловской Кировского района и селе Грушевском Александровского района. Общий ущерб составил более 35 миллионов рублей. 11 января 2009 года, по окончании следствия, четырём сотрудникам производственного кооператива было предъявлено обвинение в нарушении ветеринарно-санитарных норм, повлекшего широкое распространение заболевания.
В ноябре 2008 года диагноз африканской чумы свиней был подтверждён в Новокубанском районе Краснодарского края на свиноферме «Кубань», расположенной в черте Новокубанска. На ферме находилось 6 тысяч 798 свиней. Первые случаи заболевания и падежа животных зарегистрированы 29 октября того же года.

#### 2009 год
8 января 2009 года падёж свиней был зарегистрирован на свинотоварной ферме № 2 колхоза «Ростовановский» (село Ростовановское Курского района Ставропольского края). Вспышка заболевания последовала после продажи свиней покупателям из Кабардино-Балкарии и Северной Осетии, которая, в нарушение требований ветеринарной безопасности, была осуществлена непосредственно на территории фермы, работающей в режиме предприятия закрытого типа. Уже на 11 января 2009 года общее количество погибших животных достигло 170 голов. На территории района был введён режим чрезвычайной ситуации. Всего на свиноферме было уничтожено 2,3 тысячи животных. В течение всего 2009 года, в соответствиями с ветеринарными требованиями, завоз нового свинопоголовья на ферму не осуществлялся.
С 4 по 12 января 2009 года в селе Пластунка Хостинского района Сочи в четырёх личных подсобных хозяйствах произошёл падёж 11 свиней. Анализ на африканскую чуму свиней дал положительный результат. Павшие и вынужденно убитые животные с 37 дворов общим количеством в 265 голов были сожжены к 16 января. Была проведена заключительная дезинфекция очага, механическая очистка загонов и обеззараживание почвы. Как выяснилось, в пробах патматериала убитых свиней вирус отсутствовал. Возможной причиной заражения стало выгульное содержание свиней и их контакт с дикими кабанами. На территории Сочи был запрещён ввоз и вывоз свиней, а также реализация местной свинины. В целях борьбы с распространением заболевания администрацией города было выделено 4 миллиона рублей. На территории первой пятикилометровой карантинной зоны производится закупка свиней у населения для последующего убоя и промпереработки. Объявленная сочинскими властями цена закупки — 60 рублей за килограмм живого веса. Во второй зоне контроля радиусом 100 км, в которую попали территории Туапсинского, Мостовского и Апшеронского района Краснодарского края, а также Республики Адыгея был установлен запрет на реализацию свинины и продуктов свиноводства. Кроме того, краевые власти потребовали организацию отстрела диких кабанов на заражённой территории, но наличие на последней труднопроходимых лесов и охранной зоны Кавказского биосферного заповедника препятствуют эффективному исполнению этого поручения.
В целях недопущения распространения эпизоотии африканской чумы свиней некоторые регионы России и другие страны ввели запреты на ввоз животных и продукции животноводства. Так, 21 января 2009 года Приднестровье запретило импорт мяса из неблагополучных регионов России, в то время как 20 января 2009 года Молдавия полностью запретила ввоз российского мяса. Также, 21 января 2009 года Россельхознадзор по Москве и Московской области ввёл запрет на ввоз домашних и диких животных, продуктов их убоя, а также кормов всех видов из Ставропольского края в столичный регион, а 26 января 2009 года Россельхознадзор по Ростовской области начал проверку поездов, следующих из неблагополучных регионов, с целью предотвращения бесконтрольного ввоза продукции животноводства.
1 апреля 2009 года была зарегистрирована вспышка африканской чумы в селе Романовское Сальского района Ростовской области.
По сообщению информпортала РБК от 20 октября 2009 года со ссылкой на пресс-службу Минсельхоза РФ очаг африканской чумы свиней был обнаружен в одной из воинских частей ЛенВО..
Вспышка заболевания была зафиксирована в воинской части 11115 в посёлке Мге Кировского района 16 октября 2009 года, в тот же день все оставшееся на ферме поголовье — 9 свиней — было уничтожено. Также в части демонтировали и сожгли все деревянные конструкции свинофермы, провели 3-кратную дезинфекцию помещений, включая казармы и административные здания. Санобработке также подверглись асфальт и земля — были сняты 20 сантиметров грунта вблизи животноводческих помещений. Введен 5-километровый карантин.

#### 2010 год
В феврале 2010 года очаг вируса был выявлен и своевременно локализован в Крыловском районе Краснодарского края.
26—27 февраля 2010 года на свиноферме в городе Гуково Ростовской области зафиксирован падёж 50 свиней. Подтверждён диагноз африканской чумы свиней.
В декабре 2010 года зафиксирована очередная вспышка африканской чумы в Ленинградской области (Ломоносовский, Гатчинский районы).
В трёх районах Волгоградской области предпринимались меры по ликвидации африканской чумы свиней (АЧС), которая, по словам специалистов, могла попасть в регион из Ростовской области.

#### 2011 год
18 февраля 2011 года зафиксирована вспышка заболевания в частном подворье с. Чёрное в Нижегородской области. В зону заражения попадает одно из крупнейших свиноводческих предприятий области ОАО «Ильиногорское» и флагман нижегородских колбасных изделий ОАО «Дзержинский мясокомбинат» (Демка). В связи с этой вспышкой известность получил следующий случай. Вблизи посёлка Дачный ветеринарными специалистами были уничтожены не только свиньи, но и другие животные — лошади, собаки, кошки, как потенциальные переносчики вируса. Были сожжены 6 лошадей и застрелены 5 собак.
В конце мая 2011 г. в Тверской области, г. Торжок на территории исправительной колонии выявлена вспышка африканской чумы свиней. Об этом сообщили в правоохранительных органах региона.
В период с 19 мая 2011 г. по 31 мая 2011 г. в городе Торжке на территории исправительной колонии № 4 управления Федеральной службы исполнения наказаний России по Тверской области зафиксирован падёж 153 свиней. Экспертиза, проведённая 31 мая 2011 г. Всероссийским НИИ вирусологии и микробиологии Россельхозакадемии, установила, что причиной гибели животных явилось заболевание африканской чумой. Их туши и 74 инфицированных животных сожжены. В связи с этим в городе был объявлен карантин сроком на один месяц. Определена первая зона радиусом до 6 км, в которой проводятся мероприятия по выявлению и изъятию всех животных данного вида.
На 11 июня 2011 года в Тверской области было зарегистрировано четыре очага, в которых объявлен карантин. Это Торжокский, Калининский, Конаковский и Старицкий районы. В карантинной зоне оказалось и одно из крупнейших свиноводческих хозяйств области — племзавод «Заволжское» (Калининский район), которое насчитывает около 117 тысяч голов.
В Вышнем Волочке Тверской области объявлен карантин до 1 августа 2011 года в связи с африканской чумой свиней. Вырезано огромное количество свиней, Вышневолоцкий мясокомбинат принимает мясо свиней по 78 рублей за килограмм для дальнейшей переработки. Предположительно чума была завезена с комбикормами из южных районов. Охота на кабана закрыта до 1 августа 2011 года. Запрещено посещать лес — штраф 4000 рублей. Проверяются пункты торговли зерном и комбикормами. Вокруг Вышнего Волочка установлена 20-километровая карантинная зона на всех просёлочных дорогах. Дмитровский, Троснянский, Глазуновский, Малоархангельский, Колпнянский, Должанский и Ливенский районы Орловской области — как минимум месяц до 30 ноября 2011 года будут закрыты для любого вида охоты из-за вспышки заболевания.
31.10.2011 Вспышка АЧС зарегистрирована на территории Багатугтунского сельского муниципального образования Яшалтинского района Калмыкии на административной границе с Ростовской областью.

#### 2012 год
23 апреля 2012 Очередной очаг заражения африканской чумой свиней был выявлен в Городищенском районе Волгоградской области.
29 апреля 2012 в лесу на территории охотхозяйства «Рудневское» в Ленинском районе Тульской области группа охотников наткнулась на 13 мёртвых кабанов. О подозрительной находке немедленно сообщили властям. После отбора проб трупы павших животных сожгли и провели дезинфекцию, а образцы отправили на исследование. Предварительный диагноз — африканская чума свиней.
Позднее диагноз подтвердили во Всероссийском НИИ ветеринарной вирусологии и микробиологии Россельхозакадемии. Указом губернатора Тульской области на территории охотхозяйства «Рудневское» был введён карантин.
Граница очага (территории, где могут заразиться здоровые животные) составила всего 150 м. А вот в зоны первой и второй степени опасности попали 27 деревень и город Тула.
24 июля 2012 г. при исследовании во Всероссийском научно-исследовательском институте ветеринарной вирусологии и микробиологии (ВНИИВВиМ) проб патологического материала, отобранного от пяти павших свиней, принадлежавших ОАО ПЗ «Заволжское», в Тверской области выделен генетический материал вируса африканской чумы свиней. Всего на свиноводческом комплексе содержится более 100 тысяч свиней.
24 июля 2012 года был выявлен факт падежа дикого кабана в лесном массиве в районе населённого пункта Красная гора Мошенского муниципального района Новгородской области. С трупа животного были взяты пробы для проведения экспертизы, которые дали положительный результат на вирус африканской чумы свиней.
24 июля 2012 года Постановлением Губернатора Тверской области (№ 165-пг) на всей территории Тверской области был введён карантин по африканской чуме свиней. Ранее, 18 июля, на территории области уже вводился карантин (Постановление Губернатора Тверской области от 18.07.2012 № 157-пг), но если ранние меры в большей степени были направлены на защиту соседних областей и других регионов Российской Федерации от заноса и распространения АЧС и ограничивали вывоз с территории Тверской области живых свиней и продукции свиноводства, то карантин, введённый новым постановлением, четко регламентирует проведение мероприятий по ликвидации и нераспространению АЧС и внутри области. Так, данным постановлением расширена первая угрожаемая зона, расширение коснулось 15 районов Тверской области. На племзаводе «Заволжское» на 31 июля 2012 было уничтожено порядка 7 тыс. голов, а всего предписано ликвидировать порядка 33 тыс. свиней. Животные уничтожаются бескровным методом и сжигаются на специально отведённой территории.
27 июля 2012 года африканская чума свиней выявлена в Красноармейском и Усть-Лабинском районах Краснодарского края
3 августа 2012 года в станице Калининская Краснодарского края в ООО «Делимит» по результатам лабораторных исследований, подтверждена африканская чума свиней.
7 декабря 2012 года в Ивановской области на территории Коляновского сельского поселения в деревне Никульское зафиксирован случай гибели животного от африканской чумы свиней.

#### 2013 год
9 июня 2013 года в 5 км от деревни Ракитня Сычевского района Смоленской области в результате лабораторных исследований проб патологического материала от двух диких кабанов, павших на территории охотхозяйства, получен положительный результат на африканскую чуму свиней.
11 июня 2013 года в селах Красногоровка, Старотолучеево Богучарского района и села Толучеево Бутурлиновского района Воронежской области обнаружена опасная инфекция, введён карантин.
08 июля 2013 года в охотничьем хозяйстве Лотошинского района Московской области был отстрелян кабан на мониторинговое исследование. В результате исследования в Одинцовской ветлаборатории был поставлен диагноз АЧС.
09 июля 2013 в Волоколамском районе на территории заповедника Завидово обнаружены 3 трупа диких кабанов (матка и два поросёнка). Диагноз на АЧС подтвердился.
12 июля 2013 на территории частного подворья посёлка Большая Сестра Лотошинского муниципального района Московской области обнаружена туша домашней свиньи. Днем позже поступило подтверждение диагноза АЧС.

#### 2014 год
2014 года в июле в Аннинском районе Воронежской области обнаружена африканская чума, а 22 января 2014 года в посёлке Октябрьский Ферзиковского района Калужской области подтверждён диагноз АЧС у свиньи, содержащейся в частном хозяйстве. Объявлен карантин в Ферзиковском и Перемышльском районах Калужской области, изъятию у населения и сжиганию подлежат более 100 свиней.
30 января 2014 года при исследовании в ФГБУ «Тульская МВЛ» проб патологического материала, отобранного от павших свиней, принадлежащих ООО ПХ «Лазаревское» Щекинского района Тульской области, выделен генетический материал возбудителя африканской чумы свиней. По предварительной информации в комплексе на момент возникновения заболевания содержалось более 50 тыс. голов свиней.
4 февраля 2014 года было установлено, что свиньи из ПХ «Лазаревское» (Тульская область) попали и в Брянскую область: они были закуплены КФХ Львов А. Л. (Брянский район). В 13 пробах материала, полученного от клинически здоровых свиней, убитых с диагностической целью, обнаружена ДНК вируса африканской чумы.
21 февраля 2014 года в Клетнянском районе Брянской области, где 20 февраля 2013 года был зафиксирован падёж диких кабанов на месте прикормки в заказнике «Клетнянский».
20 июня 2014 года в 4 районах Калужской области ввели карантин по АЧС (Спас-Деменском, Кировском, Куйбышевском и Барятинском), где 16 июня санитарный надзор зафиксировал заражение девяти кабанов вирусом АЧС.
Конец декабря 2014 года — в Нижнедевицком районе Воронежской области.
Конец декабря 2014 года — Мценский район Орловской области.

#### 2015 год
10 января 2015 года — Дмитриевский район Курской области.
18 июля 2015 года — Хомутовский район Курская область.
24 июля 2015 года — Собинский район Владимирской области.
21 июля 2015 года — Навлинский район Брянской области.
3 августа 2015 года — Клепиковский район Рязанской области.
22 августа 2015 года — Выгоничский район Брянской области.
21 ноября 2015 года — Погарский район Брянской области.

#### 2016 год
27 января 2016 г. — посёлок Лесной (Пензенская область)
28.01.2016 В Крыму зафиксирован случай заражения свиней африканской чумой. Очаг болезни выявлен в с. Новоселовка Раздольненского района. Введён карантин.
18.02.2016 Очаг заболевания выявлен в с. Березовка, Раздольенского района. Введён карантин. Производится уничтожение свинопоголовья в с. Березовка, с. Ульяновка.
27.05.2016 в 17.30 выявлен очаг африканской чумы свиней в селе Новоуглянка Усманского района. Липецкой области. Проводятся карантинные мероприятия.
22.06.2016 Очаг заболевания выявлен в селе Яковлевка Дивеевского района Нижегородской области. Введён карантин.
Шестая за месяц вспышка африканской чумы свиней (АЧС) зафиксирована в четверг в Саратовской области, сообщает региональное правительство.
Власти Черниговской области ввели карантин в зоне вспышки АЧС.
Первая вспышка АЧС в регионе зафиксирована 13 июня на территории предприятия «Ягоднополянское» в Татищевском районе области, вторая вспышка — 16 июня в частном подворье в Балашовском районе, третья — 21 июня среди диких кабанов в охотхозяйстве Романовского района, четвёртая — 22 июня в частном подворье в селе Большой Карай Романовского района, а пятая — во вторник, 5 июля, в крестьянско-фермерском хозяйстве в селе Подгорное того же района области.
За период с 25 июля по 1 августа ГНУ ВНИИВВиМ подтверждено выявление следующих очагов АЧС по Саратовской области:
26 июля 2016 года
— в ЛПХ на территории села Алмазово в Балашовском районе;
— в ЛПХ на территории районного посёлка Пинеровка в Балашовском районе;
— в КФХ на территории села Озерки в Петровском районе;
— в ЛПХ на территории села Ромашовка в Турковском районе;
— в ЛПХ на территории села Львовка в Турковском районе;
27 июля 2016 года
— в ЛПХ на территории села Старый Хопер в Балашовском районе;
— в ЛПХ на территории посёлка Красная Кудрявка в Балашовском районе.
Среди домашних свиней на 1 августа в режиме карантина в Саратовской области находится 16 очагов АЧС.
В режиме карантина по АЧС в дикой фауне на 1 августа находится 3 инфицированных АЧС объекта.
01.07.2016 Очаг зафиксирован во Владимирской области Муромском районе, сообщают жители, уничтожается поголовье в радиусе 10 км. В селе Балаково введён карантин.
17.08.2016 Карантин по африканской чуме свиней на территории с. Напольное Порецкого района Чувашской Республики.
22.08.2016 Обнаружена в Вязниковском и Киржачском районах Владимирской области, принимаются меры в охотохозяйствах.
25.08.2016 В Чувашии — новая вспышка африканской чумы свиней (АЧС). Ещё один очаг заболевания обнаружен в селе Сурский Майдан Алатырского района.
23.09.2016 Очаг зафиксирован в деревне Лесютино Нюксенского района Вологодской области. Заболевание выявлено при исследовании тканей павшего поросёнка.
29.09.2016 Была выявлена вспышка африканской чумы свиней в личном подсобном хозяйстве деревни Сосновка Нурлатского района Республики Татарстан. Уничтожено 484 свиньи, объявлен карантин.

#### 2017 год
25.03.2017 Был введён карантин в д. Куда Хомутовского МО Иркутской области после падежа около 40 свиней в частном хозяйстве
14 июня 2017 года в ходе «правительственного часа» в Совете Федерации глава Россельхознадзора Сергей Данкверт сообщил, что прямой ущерб России от АЧС составляет 5 млрд рублей, а косвенный — порядка 50-70 млрд рублей. За девять лет из-за АЧС страна потеряла 800 тысяч свиней.
Июль 2017 года Вспышка АЧС в Омской, Ивановской, Владимирской областях, все заболевшие животные были утилизированы, сараи для скота сожжены, а также была проведена дезинфекция территории очага, введен карантин.
10 ноября 2017 года в Исетском районе Тюменской области, в селе Шорохово, которое находится в 65 км от Тюмени, выявлен очаг африканской чумы свиней. Источник заразы ООО "Комплекс" закрыт навсегда. На границах регионов выставлены патрули  Архивная копия от 14 ноября 2017 на Wayback Machine.

#### 2018 год
21 июля 2018  Вспышка АЧС на откормочной площадке в Волотовском районе Новгородской области предприятие "Новгородский бекон" группа компаний "Адепт" Архивная копия от 23 августа 2018 на Wayback Machine .  31 июля 2018  в г. Великий Новгород уничтожение поголовья в более 40 тыс. свиней  на предприятии "Новгородский бекон" из-за вспышки африканской чумы (АЧС) на его территории.

#### 2021 год
27 сентября 2021 года на территории Свердловской области зафиксированы случаи африканской чумы свиней, в целях ликвидации особо опасного заболевания и недопущения его распространения установлен карантин по АЧС по адресу: Свердловская область, Камышловский район, с. Калиновское и на территории лесного массива, координаты 56.971588; 62.743454.

#### 2022 год
В декабре африканскую чуму свиней обнаружили на территории свиноводческого селекционно-генетического центра ООО «Торговый дом "Ясени"», в Краснодарском крае. На предприятии установили карантин, 10 километровая зона вокруг очага заражения определена как зона угрозы. Могут быть уничтожены 20 000 свиней.

### Украина
1 августа 2012 года в селе Комишеватка Запорожской области была зафиксирована вспышка африканской чумы свиней.
В январе 2014 года обнаруживались заражённые АЧС кабаны в Луганской области, которая граничит с Россией.
В мае 2015 года случай заболевания выявлен у дикого кабана в заказнике «Залесье» (Киевская обл.).
В июле 2015 года из-за нарушения ветеринарно-санитарных условий на Киевщине (пгт. Калита, Броварской район, Киевская область) выявлена вспышка заболевания, в результате чего было уничтожено 60 000 свиней.
В октябре 2015 года случай заболевания зафиксирован в посёлке Врадиевка Николаевской области.
В ноябре 2015 года случай заболевания зафиксирован в посёлке Николаевка Одесской области. Введен карантин с 19 ноября 2015 года.
17 декабря 2015 года в Кременчугском районе Полтавской области зафиксировали заболевание свиней африканской чумой.. Принято решение об объявлении 3-километровой карантинной зоны защиты на территории с. Дзержинское и с. Мала Кохновка и 20-километровой зоны надзора.
1 сентября 2016 года В Основянском районе Харьковской области объявлен карантин в связи со вспышкой заболевания свиней африканской чумой. Соответствующее решение было принято 3 сентября на экстренном заседании Государственной чрезвычайной противоэпизодической комиссии при Харьковском городском совете.
7 октября 2016 года На Харьковщине, в посёлке Малиновка Чугуевского района, выявлен случай африканской чумы свиней. Животное забили 6 октября, а 7 октября был поставлен диагноз АЧС.
26 января 2017 года в Днепропетровске обл. г. Синельниково  6 животных умерли,  2 доставлены в 
город Днепр на экспертизу где и был определён диагноз АЧС.
Февраль 2017 Вспышка АЧС в с. Петромихайловка, Вольнянского района Запорожской области, Украина.
 27 октября в личном подсобном хозяйстве гражданина зафиксировали заболевание и гибель свиней село Криничное Болградского района Одесской области и  на территории научно-производственного предприятия Нижнесульский Плеховского сельского совета Полтавской области обнаружили труп дикого кабана. При исследовании отобранных проб биоматериала обнаружили вирус АЧС.
Февраль 2019 В Харькове на пустыре обнаружены более 30 трупов свиней в мешках. Экспертиза подтвердила наличие АЧС. Зона закрыта и обеззаражена, трупы сожжены. Открыто уголовное дело.

### Белapycь
30 апреля 2013 года в Барановичском районе Брестской области на КПС «Восточный» ОАО «Барановичхлебопродукт» было уничтожено около 20 000 свиней. По информации местного населения и других источников причиной гибели свиней стала африканская чума. Независимые испытания проб подтвердили заболевание репродуктивно-респираторным синдромом свиней, африканская чума свиней (АЧС) не выявлена. Власти пытались скрыть факт заражения. 7 мая Украина запретила ввоз свинины из Белоруссии на неопределённый срок.
Подозрительные случаи массовой гибели и уничтожения свиней отмечались в Барановичском и соседнем Новогрудском районах и ранее. Так, в январе 2013 года в деревнях Голевичи и Омневичи Барановичского района изымались и уничтожались домашние свиньи. Около десятка мёртвых кабанов было найдено поблизости, более 160 диких животных было уничтожено. Официальной причиной гибели и уничтожения животных был объявлен трихинеллёз. В феврале 2013 года в деревне Незнаново Новогрудского района было уничтожено около 100 свиней в связи с ветеринарными учениями по борьбе с АЧС.
17 июня 2013 года у жителей деревней Чертовичи и Саковщина Воложинского района Минской области были изъято все поголовье свиней для последующей утилизации. Власти объясняли это «необходимостью предотвращения возникновения и ликвидации особо опасных болезней животных» и «отравлением животных импортными кормами».

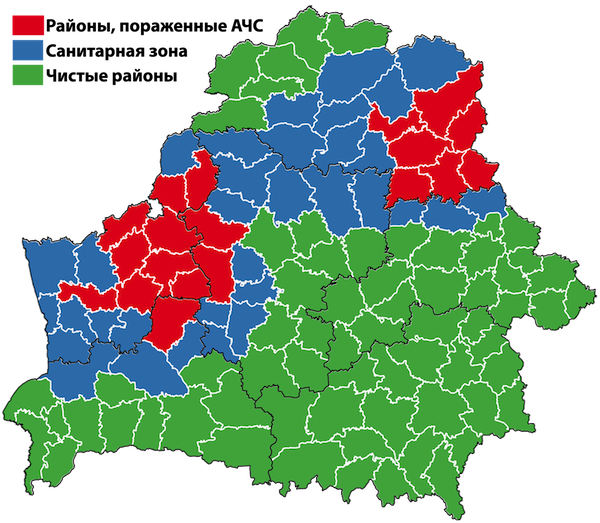
Эпизоотическая карта африканской чумы свиней (АЧС) в Беларуси (2013—2014).

25 июня 2013 года министром сельского хозяйства Беларуси Леонидом Зайцем был подтверждён факт заражения АЧС поголовья свиней в деревне Чапуни Ивьевского района Гродненской области. Начаты мероприятия по ликвидации АЧС (уничтожение свиней) в Ивьевском, Новогрудском, Кореличском, Столбцовском и Воложинском районах. По словам министра сельского хозяйства и продовольствия Леонида Зайца, причина возникшего заболевания — поставка из-за пределов республики комбикормов, которые потом реализовывались населению прилегающих районов. Однако представитель Россельхознадзора подверг сомнению подобный способ заноса АЧС на территорию страны. Руководитель Российской Национальной мясной ассоциации Сергей Юшин достаточно резко отреагировал на факт выявления вспышки болезни: «Они эту чуму от нас скрывали. Доигрались».
4 июля 2013 года Департамент ветеринарного и продовольственного надзора Минсельхозпрода Республики Беларусь подтвердил факт обнаружения вспышки АЧС на свиноводческом комплексе «Лучеса» ОАО «Витебский комбинат хлебопродуктов», находящемся в Витебской области..
В качестве мероприятий по борьбе с АЧС было начато уничтожение свиней, содержащихся на частных подворьях и малых фермах (до 5000 голов) в поражённых районах и в непосредственной близости от крупных свинокомплексов. Кроме того была сокращена численность дикого кабана в природе. На 1 апреля 2013 года численность дикого кабана в Белоруссии составляла около 81,5 тыс., к концу декабря — 19,7 тыс. особей.
10 февраля 2014 года карантин по АЧС был снят.
11 июля 2014 года в Белоруссии отмечена новая вспышка АЧС.
В октябре 2014 года российская сторона обнаружила в продукции белорусских мясокомбинатов геном вируса АЧС.
30 октября 2014 года в ходе встречи в Москве министров сельского хозяйства Беларуси и России с руководителем Россельхознадзора достигнута договорённость о приостановке отгрузки сырой продукции с белорусских предприятий на российский рынок в связи с обнаружением генома вируса АЧС в продукции из Республики Беларусь.

### Эстония
2 сентября 2014 года в Эстонии был найден труп дикого кабана, павшего от АЧС. Животное нашли в шести километрах от латвийской границы, по соседству с теми районами, где в Латвии свирепствовала АЧС. Позднее появилась информация о других подобных случаях. В Эстонии африканская чума свиней не была диагностирована у домашних свиней, но была выявлена у 81 дикого кабана в Вильяндиском, Выруском, Валгаском и Ида-Вируском уездах. Министр сельского хозяйства Эстонии Ивари Падар подтвердил наличие эпизоотии АЧС в стране. Государственная фирма Vireen купила мобильный крематорий для сжигания умерших от АЧС животных.

## В других странах
В июле 2017 года первый очаг АЧС был выявлен в Румынии, по данным на 5 октября количество зарегистрированных очагов заболевания (как среди домашних, так и среди диких животных) превысило тысячу. К этому времени было забито не менее 340 тысяч свиней. Ряд стран ЕС (в том числе Германия, Чехия и Дания) предпринял строгие профилактические меры, в том числе по отстрелу диких кабанов для пресечения распространения болезни. Отмечается также снижение вирулентности вируса и рост инкубационного периода, что дополнительно облегчает его распространение.
Летом 2018 года сильная вспышка АЧС началась в Китае, где болезнь стала стремительно распространяться по удалённым друг от друга районам. За полгода было уничтожено около 915 тысяч голов свиней, но подавить вспышку не удалось; в ноябре 2018 года болезнь проникла в дикую среду. По данным китайских СМИ, распространению эпизоотии способствовали преступные группировки, заражавшие свинофермы для последующих спекуляций. 31 января 2019 года о вспышке АЧС сообщила Монголия.
Ветеринарный эпидемиолог Городского университета Гонконга утверждает, что это самая крупная эпизоотия среди животных в истории. По его оценкам, на июнь 2019 во Вьетнаме погибли уже 2,5 миллиона свиней, в Китае ― больше миллиона. Чума также затронула Гонконг, Тайвань, Северную и Южную Корею, Камбоджу и Монголию.
В ноябре 2019 года вспышка заболевания была отмечена в Польше, недалеко от границы с Германией.
10 сентября 2020 года СМИ сообщили о первом официально подтвержденном случае АЧС в Германии. Труп дикой свиньи был обнаружен вблизи населенного пункта Зембтен коммуны Шенкендёберн района Шпре-Найсе федеральной земли Бранденбург в нескольких километрах от германско-польской границы. Так как труп на момент обнаружения успел значительно разложиться, предполагается, что животное пересекло границу несколькими неделями раньше.